# Leuchtturm Rinderort
Der erste Leuchtturm Rinderort (russisch Маяк Лабагинена Majak Labaginena) bei Saliwino russisch Заливино, Oblast Kaliningrad, wurde im Jahr 1868 errichtet und 1908 durch den markanten Klinkerbau ersetzt. Er war ein wichtiges Signal für den Schiffsverkehr im Kurischen Haff. Er heißt heute russisch Маяк Лабагинена Majak Labaginena (Leuchtturm Labagienen) und wird nicht mehr als Navigationshilfe genutzt. Dies ist einer von drei Leuchttürmen aus der Vorkriegszeit. Nur dieser blieb erhalten. Jetzt ist der Leuchtturm nicht mehr aktiv und wird nach und nach zerstört. Die Anlage ist zugänglich und wird als Aussichtsturm genutzt. Seit Juli 2020 wurde der Leuchtturm dem Kaliningrader „Museum der Weltmeere“ als externes Exponat überlassen.